# Steve Moore (scénariste)
Pour les articles homonymes, voir Steve Moore (homonymie) et Moore.
Steven Moore ou Steve Moore (né en 1968)  est un dessinateur, éditeur, scénariste et producteur américain.

## Biographie

### Presse
En 1985, Moore est nommé éditeur du Los Angeles Times. Il décide de lancer In the bleachers la même année, qui est une bande dessinée sportive. La bande dessinée rencontre un certain succès et en 2003, la branche Animation pour la télévision des studios Walt Disney décide de produire vingt-six épisodes pour la télévision et la chaîne ESPN.

### Incursion dans le monde du cinéma
En 2006, le film Les Rebelles de la forêt, basé sur In the bleachers de Moore, sort sur les écrans, produit par Sony Pictures Animation. Même si Moore est celui qui a l'idée originale, il est aussi le producteur exécutif du film avec son acolyte John Carls. Le pari est payant car le film est un succès commercial.
Quelques mois après, Moore propose une idée de scénario à LionsGate, qui accepte son projet. Moore, comparé aux Rebelles de la forêt, écrit le scénario d'Alpha et Oméga avec Chris Denk et le réalisateur Ben Gluck et là-aussi, le film remporte un certain succès commercial.

## Filmographie
- Les Rebelles de la forêt (2006) : Idée originale/Producteur exécutif
- Alpha et Oméga (2010) : Idée Originale/Producteur/Scénariste